# Иваньшево
Иваньшево — деревня в Зарайском районе Московской области, в составе муниципального образования сельское поселение Струпненское (до 29 ноября 2006 года входила в состав Журавенского сельского округа).

## Население
| 2002 | 2006 | 2010 |
| ---- | ---- | ---- |
| 7    | ↘6   | ↘0   |

## География
Иваньшево расположено в 15 км на юго-запад от Зарайска, на реке Незнанка, левом притоке реки Осётр, высота центра деревни над уровнем моря — 184 м.

## История
Иваньшево впервые упоминается в Писцовых книгах XVI века, до 27 апреля 1923 входила в состав Каширского уезда Тульской губернии. В 1862 году в деревне числилось 10 дворов и 120 жителей, в 1930 году был образован колхоз «Искра», с 1950 года — в составе колхоза «Дружба», с 1961 года — в составе совхоза «Красная Звезда».